# Sowjetukraine
Als Sowjetukraine wurde die ukrainische Sowjetrepublik vor Errichtung der Sowjetunion (Union der Sozialistischen Sowjetrepubliken) bezeichnet, also etwa in der Zeit von der Oktoberrevolution 1917 bis zum Unionsvertrag von 1922 (auch informelle Bezeichnung der ukrainischen Regierung vor Gründung der Sowjetunion).
Bis zur Eroberung durch die Rote Armee existierte ab November 1917 (Unabhängigkeitserklärung Ende Januar 1918) die Ukrainische Volksrepublik. Im Dezember 1917 wurde unter Führung der Bolschewiki als Gegenregierung zur Zentralna Rada ein Zentrales Exekutivkomitee der Sowjetukraine in Charkiw gegründet, das eine stärkere Anbindung der Ukraine an Sowjetrussland anstrebte. Am 17. (30.) Dezember proklamierte dieses die Ukrainische Volksrepublik der Sowjets (auch Ukrainische Sowjetische Volksrepublik oder Sowjetische Ukrainische Volksrepublik) als autonome Republik innerhalb Sowjetrusslands. Sie umfasste Gebiete im Osten der Ukraine um Charkiw. Im März 1918 erklärte diese sich als Ukrainische Sowjetrepublik zu einem unabhängigen Staat. Kurz darauf – schon im April – löste sie sich nach dem Einmarsch deutscher und österreichischer Truppen aber wieder auf.
Anfang 1919 wurde auf dem Staatsgebiet der Ukraine – der Mitte Dezember 1918 wiederhergestellten Ukrainischen Volksrepublik, der sich daraufhin die Westukrainische Volksrepublik anschloss – die Ukrainische SSR ausgerufen, die später ein Gliedstaat der Sowjetunion wurde.

## Regierungsspitze
Regierungschefs
- 1917–1918: Jewgenija Bosch
- 1918: Mykola Skrypnyk
- 1918–1919: Heorhij Pjatakow
- 1919–1923: Christian Rakowski
- 1923–1934: Wlas Tschubar

Parteiführer
- 1918: Georgi Leonidowitsch Pjatakow
- 1918: Serafima Iljinitschna Gopner
- 1918–1919: Emmanuel Quiring
- 1919–1920: Stanislaw Wikentjewitsch Kossior
- 1920: Rafail Borissowitsch Farbman
- 1920–1921: Wjatscheslaw Michailowitsch Molotow
- 1921–1923: Dmitri Sacharowitsch Manuilski

Staatsoberhaupt
- 1919–1938: Grigori Iwanowitsch Petrowski